# هدهد إفريقي
الهُدْهُد الأفريقي (الاسم العلمي: Upupa africana) طير له عرف مميز على رأسه ينتمي الي جنس الهدهد